# Kenny Burrell
Kenneth Earl Burrell, mais conhecido como Kenny Burrell  (Detroit, 31 de julho de 1931) é um guitarrista de jazz norte-americano.

## Carreira
Burrell fez a sua primeira gravação em 1951, com Dizzy Gillespie. Após se mudar para Nova Iorque em 1956, gravou com uma série de grandes nomes do jazz, tais como John Coltrane, Paul Chambers, Benny Goodman, Gil Evans, Stan Getz, Billie Holiday, Milt Jackson, Quincy Jones, Oscar Peterson, Sonny Rollins, Jimmy Smith, Stanley Turrentine, e Cedar Walton. A partir de 1951 começou a liderar seu grupo próprio.

## Discografia[4]

### Como líder
- Introducing Kenny Burrell (Blue Note, 1956)
- Kenny Burrell (Blue Note, 1957) – rec. 1956
- All Night Long (Prestige, 1957) – rec. 1956
- All Day Long (Prestige, 1957)
- Earthy (Prestige, 1957)
- Kenny Burrell (Prestige, 1957)
- 2 Guitars com Jimmy Raney (Prestige, 1957)
- Blue Lights Vol. 1 (Blue Note, 1958)
- On View at the Five Spot Cafe com Art Blakey (Blue Note, 1960)
- A Night at the Vanguard (Argo, 1960)
- Weaver of Dreams (Columbia, 1961)
- Blue Lights Vol. 2 (Blue Note, 1961)
- Kenny Burrell & John Coltrane (New Jazz, 1962)
- Blue Bash! com Jimmy Smith (Verve, 1963)
- Bluesy Burrell (Moodsville, 1963)
- Lotsa Bossa Nova! (Kapp, 1963)
- Midnight Blue (Blue Note, 1963)
- Crash!  (Prestige, 1964)
- Soul Call (Prestige, 1964)
- Guitar Soul com Bill Jennings & Tiny Grimes (Status, 1965)
- Guitar Forms (Verve, 1965)
- The Tender Gender (Cadet, 1966)
- Have Yourself a Soulful Little Christmas (Cadet, 1966)
- Man at Work (Cadet, 1966) – reissue of A Night at the Vanguard
- Ode to 52nd Street (Cadet, 1967)
- A Generation Ago Today (Verve, 1967)
- Blues – The Common Ground (Verve, 1968)
- Night Song (Verve, 1968)
- Asphalt Canyon Suite (Verve, 1969)
- Kenny Clarke Meets the Detroit Jazzmen (BYG, 1970)
- Guitar Genius in Japan com Attila Zoller, Jim Hall (Overseas, 1970)
- God Bless the Child  (CTI, 1971)
- Cool Cookin (Cadet, 1972)
- 'Round Midnight  (Fantasy, 1972)
- Both Feet on the Ground (Fantasy, 1973)
- Up the Street, 'Round the Corner, Down the Block (Fantasy, 1974)
- Ellington Is Forever (Fantasy, 1975)
- Sky Street (Fantasy, 1976)
- Ellington Is Forever Volume Two (Fantasy, 1977)
- Tin Tin Deo (Concord Jazz, 1977)
- Monday Stroll (Savoy, 1978)
- Handcrafted (Muse, 1978)
- Stormy Monday (Fantasy, 1978)
- When Lights Are Low (Concord Jazz, 1979)
- Freedom (Blue Note, 1979) – rec. 1963–64
- K. B. Blues (Blue Note, 1979) – rec. 1957
- Swingin' (Blue Note, 1980) – rec. 1956–59
- Live at the Village Vanguard (Muse, 1980)
- Moon and Sand (Concord Jazz, 1980)
- Heritage (AudioSource, 1980)
- Kenny Burrell in New York (Muse, 1981)
- Listen to the Dawn (Muse, 1983)
- Bluesin' Around (Columbia, 1983)
- Groovin' High (Muse, 1984)
- A la Carte (Muse, 1985)
- Togethering com Grover Washington Jr. (Blue Note, 1985)
- Generation (Blue Note, 1987)
- Pieces of Blue and the Blues (Blue Note, 1988)
- Guiding Spirit (Contemporary, 1990)
- Sunup to Sundown (Contemporary, 1991)
- Ellington a la Carte (Muse, 1993) – ao vivo
- Midnight at the Village Vanguard (Bellaphon, 1994)
- No Problem com Ray Bryant (EmArcy, 1994)
- Lotus Blossom (Concord Jazz, 1995)
- Then Along Came Kenny (Evidence, 1996)
- Live at the Blue Note (Concord Jazz, 1996)
- Laid Back (32 Jazz, 1998)
- Love Is the Answer (Concord, 1998)
- Stormy Monday Blues (Fantasy, 2001)
- Lucky So and So (Concord Jazz, 2001)
- Blue Muse (Concord, 2003)
- 75th Birthday Bash Live! (Blue Note, 2007) – rec. 2006
- Prime: Live at the Downtown Room (HighNote, 2009) – rec. 2006
- Be Yourself (HighNote, 2010)
- Tenderly (HighNote, 2011)
- Special Requests and Other Favorites: Live at Catalina's (HighNote, 2013) – rec. 2012
- The Road to Love (HighNote, 2015)
- Unlimited 1: Live at Catalina's (HighNote, 2016) – rec. 2015–16

### Como sideman
com Gene Ammons
- Funky (Prestige, 1957)
- Jammin' in Hi Fi with Gene Ammons (Prestige, 1957)
- Bad! Bossa Nova (Prestige, 1962)

com Chet Baker
- Chet (Riverside, 1959) – rec. 1958–59
- Baby Breeze (Limelight, 1965)

com Aaron Bell
- Music from 77 Sunset Strip (Lion, 1959)
- Richard Rodgers' Victory at Sea in Jazz (Lion, 1959)

com Andy and the Bey Sisters
- Andy and the Bey Sisters (RCA Victor, 1961)
- Round Midnight (Prestige, 1965)

com James Brown
- Please Please Please (King, 1958) – rec. 1956–58
- Try Me! (King, 1959)

com Ray Brown
- Much in Common com Milt Jackson (Verve, 1964)
- Some of My Best Friends Are...Guitarists (Telarc, 2002)

com Donald Byrd
- 1960: Motor City Scene (Bethlehem, 1960)
- 1963: A New Perspective (Blue Note, 1964)
- 1964: Up with Donald Byrd (Verve, 1965)

com Paul Chambers
- Bass on Top (Blue Note, 1957)
- Whims of Chambers (Blue Note, 1957) – rec. 1956

com Chris Connor
- Chris in Person (Atlantic, 1959)
- Sings Ballads of the Sad Cafe (Atlantic, 1959)

com Blossom Dearie
- My Gentleman Friend (Verve, 1959)
- Blossom Dearie Sings Comden and Green (Verve, 1959)

com Tommy Flanagan
- The Cats (New Jazz, 1959) – rec. 1957
- Beyond the Blue Bird (Timeless, 1991)

com Frank Foster
- No 'Count (Savoy, 1956)
- All Day Long (Metronome, 1958)

com Aretha Franklin
- Yeah!!! (Columbia, 1965)
- Soul '69 (Atlantic, 1969) – rec. 1968

com Red Garland
- 1957: Red Garland Revisited! (Prestige, 1969)
- 1979: Stepping Out (Galaxy, 1981)
- 1979: So Long Blues (Galaxy, 1984)

com Stan Getz
- 1963: Reflections (Verve, 1964)
- 1964: Getz Au Go Go (Verve, 1964) – ao vivo
- 1966: What the World Needs Now: Stan Getz Plays Burt Bacharach and Hal David (Verve, 1968)

com Coleman Hawkins
- Soul (Prestige, 1958)
- The Hawk Relaxes (Moodsville/Prestige, 1961)

com Milt Jackson
- 1957: Bags & Flutes (Atlantic, 1957)
- 1958: Bean Bags com Coleman Hawkins (Atlantic, 1959)
- 1961: Vibrations (Atlantic, 1964)

com Illinois Jacquet
- Illinois Jacquet (Epic, 1963)
- The Message (Argo, 1963)
- Desert Winds (Argo, 1964)

com Thad Jones
- Detroit – New York Junction (Blue Note, 1956)
- After Hours (Prestige, 1957)

com Johnny Hodges
- Sandy's Gone (Verve, 1964) – rec. 1965
- Mess of Blues com Wild Bill Davis (Verve, 1964)
- Blue Rabbit (Verve, 1964)
- Stride Right com Earl Hines (Verve, 1966)
- Blue Notes (Verve, 1966)

com Shirley Horn
- Loads of Love (Mercury, 1963) – rec. 1962
- Travelin' Light (ABC-Paramount, 1965)

com Etta Jones
- 1960–62: Hollar! (Prestige, 1963)
- 1962–63: Love Shout (Prestige, 1963)
- 1965: Etta Jones Sings (Roulette, 1966)

com Hank Jones
- 1958: Porgy and Bess (Capitol, 1959)
- 1963: Here's Love (Argo, 1963)
- 1978: Ain't Misbehavin' (Galaxy, 1979)

com Quincy Jones
- The Birth of a Band! (Mercury, 1959)
- Plays Hip Hits (Mercury, 1963)

com Wynton Kelly
- Wynton Kelly (Riverside, 1958)
- Comin' in the Back Door (Verve, 1963)
- It's All Right! (Verve, 1964)
- Whisper Not (Jazzland, 1965)

com Jack McDuff
- Screamin' (Prestige, 1963)
- Somethin' Slick! (Prestige, 1963)
- Steppin' Out (Prestige, 1969)
- Plays for Beautiful People (Prestige, 1969)

com Gary McFarland
- The Jazz Version of "How to Succeed in Business without Really Trying" (Verve, 1962)
- Soft Samba (Verve, 1964)
- The In Sound (Verve, 1966)

com Dave Pike
- Bossa Nova Carnival (New Jazz, 1962)
- Times Out of Mind (Muse, 1976)

com Freddie Roach
- Down to Earth (Blue Note, 1962)
- Mo' Greens Please (Blue Note, 1963)

com Jimmy Smith
- House Party (Blue Note, 1958)
- The Sermon! (Blue Note, 1959)
- Home Cookin' (Blue Note, 1961)
- Midnight Special (Blue Note, 1961)
- Back at the Chicken Shack (Blue Note, 1963)
- Any Number Can Win (Verve, 1963)
- Softly as a Summer Breeze (Blue Note, 1965)
- The Cat (Verve, 1964)
- Who's Afraid of Virginia Woolf? (Verve, 1964)
- Christmas '64 (Verve, 1964)
- Monster (Verve, 1965)
- Organ Grinder Swing (Verve, 1965)
- Got My Mojo Workin'  (Verve, 1965)
- Hoochie Coochie Man (Verve, 1966)
- Confirmation (Blue Note, 1979)
- Second Coming (Mojo, 1981)
- Keep On Comin (Elektra/Musician, 1983)
- Go for Whatcha Know (Blue Note, 1986)
- Fourmost (Milestone, 1991) – ao vivo rec. 1990
- Standards (Blue Note, 1998) – rec. 1957–59
- Six Views of the Blues (Blue Note, 1999) – rec. 1958
- Fourmost Return (Milestone, 2001) – ao vivo rec. 1990

com Sylvia Syms
- The Fabulous Sylvia Syms (20th Century Fox, 1964)
- Sylvia Is! (Prestige, 1965)

com Cal Tjader
- Warm Wave (Verve, 1964)
- Soul Sauce (Verve, 1965) – rec. 1964

com Stanley Turrentine
- Hustlin' (Blue Note, 1965) – rec. 1964
- Joyride (Blue Note, 1965)
- The Look of Love (Blue Note, 1968)
- Always Something There (Blue Note, 1968)
- The Sugar Man (CTI, 1975) – rec. 1971
- Jubilee Shout!!! (Blue Note, 1986) – rec. 1962

com Frank Wess
- North, South, East....Wess (Savoy 1956)
- Opus in Swing (Savoy, 1956)
- Jazz for Playboys (Savoy, 1957) – rec. 1956–57

com Ernie Wilkins
- The Big New Band of the 60's (Everest, 1960)
- Screaming Mothers (Mainstream, 1974)[2LP]

com Joe Williams
- Me and the Blues (RCA Victor, 1964)
- That Holiday Feelin' (Verve, 1990)

com  Kai Winding
- Soul Surfin' (Verve, 1963)
- Rainy Day (Verve, 1965) – rec. 1964–65
- More Brass (Verve, 1966)

com Jimmy Witherspoon
- Goin' to Kansas City Blues (RCA Victor, 1958) – rec. 1957
- Baby, Baby, Baby (Prestige, 1963)
- Blue Spoon (Prestige, 1964)

com Leo Wright
- Suddenly the Blues (Atlantic, 1962)
- Soul Talk (Vortex, 1970) – rec. 1963

Outros
- Nat Adderley, Little Big Horn (Riverside, 1963)
- Mose Allison, Ever Since the World Ended (Blue Note, 1987)
- Ernestine Anderson, My Kinda Swing (Mercury, 1961) – rec. 1960
- Louis Armstrong, Louis Armstrong and His Friends  (Flying Dutchman, 1971) – rec. 1970
- Ray Barretto, Portraits in Jazz and Clave (RCA Victor, 1999)
- Bill Barron, West Side Story Bossa Nova (Dauntless, 1963)
- Tony Bennett, Tony Bennett at Carnegie Hall (Columbia, 1962) – ao vivo
- Betty Blake, Sings in a Tender Mood (Bethlehem, 1961)
- Eubie Blake, Vol. 2 The Marches I Played On the Old Ragtime Piano (20th Century, 1978)
- Dee Dee Bridgewater, Dear Ella (Verve, 1997)
- Ronnell Bright, Bright's Spot (Regent, 1957)
- Charles Brown, Ballads My Way (Mainstream, 1965)
- Milt Buckner, Mighty High (Argo, 1960)
- Vinnie Burke, Vinnie Burke's String Jazz Quartet (ABC-Paramount, 1957)
- Gary Burton & Sonny Rollins & Clark Terry, 3 in Jazz (RCA Victor, 1963)
- Betty Carter, 'Round Midnight (Atco, 1963) – rec. 1962–63
- Kenny Clarke, Jazzmen Detroit (Savoy, 1994) – rec. 1956
- Buck Clayton, Buckin' the Blues (Vanguard, 1957)
- Ray Charles & Milt Jackson, Soul Meeting (Atlantic, 1961)
- Jackie Davis, Most Happy Hammond (Capitol, 1958)
- Kenny Dorham, 'Round About Midnight at the Cafe Bohemia (Blue Note, 1956)
- Jean DuShon, Feeling Good (Cadet, 1965)
- Duke Ellington, Music Is My Mistress (Musicmasters, 1989)
- Bill Evans, Quintessence (Fantasy, 1977)
- Gil Evans, The Individualism of Gil Evans (Verve, 1964)
- Art Farmer, PhD  (Contemporary, 1989)
- Terry Gibbs, Take It from Me  (Impulse!, 1964)
- Astrud Gilberto, Brazilian Mood (Metro, 1977)
- Dizzy Gillespie, School Days (Regent, 1957)
- Paul Gonsalves, Cleopatra Feelin' Jazzy (Impulse!, 1963)
- Babs Gonzales, Tales of Manhattan (Jaro, 1959)
- Stephane Grappelli, So Easy to Remember (Omega, 1993)
- Lionel Hampton, The Many Sides of Hamp (Glad, 1961)
- Roland Hanna, Destry Rides Again (Atco, 1959)
- Eddie Harris, Cool Sax from Hollywood to Broadway (Columbia, 1965)
- Gene Harris, World Tour 1990 (Concord Jazz, 1991)
- Nancy Harrow, Wild Women Don't Have the Blues (Candid, 1961)
- Johnny Hartman, I Just Dropped by to Say Hello (Impulse!, 1964)
- Jimmy Heath, On the Trail (Riverside, 1964)
- David Hess, Climbing Up the Sunshine Path (Diggler, 2005)
- Jay Hoggard, The Fountain (Muse, 1992)
- Billie Holiday, Lady Sings the Blues (Clef, 1956)
- Kenyon Hopkins, The Yellow Canary (Verve, 1963)
- Lena Horne, Stormy Weather (RCA Victor, 1957)
- John Jenkins, John Jenkins with Kenny Burrell (Blue Note, 1957)
- Budd Johnson, French Cookin' (Argo, 1963)
- J. J. Johnson, Broadway Express (RCA Victor, 1966) – rec. 1965
- Salena Jones, Salena Sings Jobim with the Jobims (Vine Gate Music, 1997)
- Taft Jordan, Mood Indigo!! (Moodsville, 1961)
- Joe Kennedy Jr., Strings by Candlelight (Consolidated Artists, 1998)
- Barney Kessel, Live in Los Angeles at P.J.'s Club (Gambit, 2006)
- B.B. King, Live at the Apollo (GRP, 1991)
- Yusef Lateef, The Blue Yusef Lateef (Atlantic, 1968)
- Hubert Laws, Laws' Cause (Atlantic, 1969)
- Leiber-Stoller Big Band, Yakety Yak (Atlantic, 1960)
- John Letman, The Many Angles of John Letman (Bethlehem, 1960)
- Melba Liston, Melba Liston and Her 'Bones (Metrojazz, 1959)
- Gloria Lynne, At Basin Street East (Everest, 1962)
- Gildo Mahones, I'm Shooting High (Prestige, 1963)
- Miriam Makeba, Makeba Sings! (RCA Victor, 1965)
- Herbie Mann, Just Wailin (New Jazz, 1958)
- Jimmy McGriff, The Big Band (Solid State, 1966)
- Big Miller, Did You Ever Hear the Blues? (United Artists, 1959)
- Billy Mitchell, A Little Juicy (Philips, 1964)
- Marian Montgomery, Swings for Winners and Losers (Capitol, 1963)
- Wes Montgomery, Fusion! Wes Montgomery with Strings  (Riverside, 1963)
- Frank Morgan, Listen to the Dawn (Verve, 1994)
- Maria Muldaur, Sweet Harmony  (Reprise, 1976)
- Frankie Ortega & Sy Oliver, 77 Sunset Strip and Other Selections (Jubilee, 1959)
- Billie Poole, Confessin' the Blues (Riverside, 1963)
- Phil Porter, Introducing Phil Porter and His Organ (United Artists, 1963)
- Dory Previn & Andre Previn, Dory Previn & Andre Previn (DRG, 1982)
- Sam Price, Rock with Sam Price (Savoy, 1957)
- Ike Quebec, Soul Samba (Blue Note, 1962)
- Della Reese, One of a Kind (Jazz A La Carte, 1979)
- Irene Reid, Room for One More (Verve, 1965)
- Jerome Richardson, Midnight Oil (New Jazz, 1961)
- Sonny Rollins, Alfie (Impulse!, 1966)
- Charlie Rouse, Bossa Nova Bacchanal (Blue Note, 1963)
- Vanessa Rubin, I'm Glad There Is You (RCA, 1994)
- Jimmy Rushing, Every Day I Have the Blues (Bluesway, 1967)
- A. K. Salim, Flute Suite (Savoy, 1957)
- Lalo Schifrin, Once a Thief and Other Themes (Verve, 1965)
- Shirley Scott, Travelin' Light (Prestige, 1994)
- Zoot Sims, Recado Bossa Nova (Fresh Sound, 1992)
- Carol Sloane, Love You Madly (Contemporary, 1989)
- Dakota Staton, Time to Swing (Capitol, 1959)
- Idrees Sulieman, Interplay for 2 Trumpets and 2 Tenors (Prestige, 1957)
- Clark Terry, 3 in Jazz (RCA, 1963)
- Ed Thigpen, Out of the Storm (Verve, 1966)
- Jim Tyler, Twist (Time, 1962)
- Dicky Wells, Trombone Four-in-Hand (Felsted, 1959)
- Dinah Washington, What a Diff'rence a Day Makes! (Mercury, 1959)
- Doug Watkins, Watkins at Large (Transition, 1956) – ao vivo
- Randy Weston, Uhuru Afrika (Roulette, 1961) – rec. 1960